# 第四インターナショナルのための共産主義組織
第四インターナショナルのための共産主義組織（だいよんインターナショナルのためのきょうさんしゅぎそしき、英語Communist Organization for the Fourth International）は、第四インターナショナルの再建を目指す共産主義組織。
アメリカ合衆国のニューヨーク市とシカゴ市、オーストラリアのメルボルンに組織を有する。アメリカ合衆国の組織はLRP (League for the Revolutionary Party)と呼ばれる。
1938年から1939年ごろにソ連では資本主義が復活した、との独特の主張を行う。